# لوییس ۲۲۱۰
سیارک ۲۲۱۰ (به انگلیسی: 2210 Lois، نامگذاری:9597P-L) دو هزار و دویست و دهمین سیارک کشف شده‌است که در ۲۴ سپتامبر ۱۹۶۰ کشف شد.
قدر مطلق سیارک برابر ۱۴٫۳۰ است.